# Ilmor
Ilmor est un constructeur britannique, spécialisé dans la conception de moteurs de course. Ilmor a notamment été présent en Formule 1 de 1991 à 1994 sous son nom propre, puis de 1995 à 2005 en tant que partenaire de l'allemand Mercedes-Benz, qui en était le principal actionnaire, avant de racheter une partie de l'entreprise. La partie restante d'Ilmor est aujourd'hui une entreprise indépendante.

## Historique

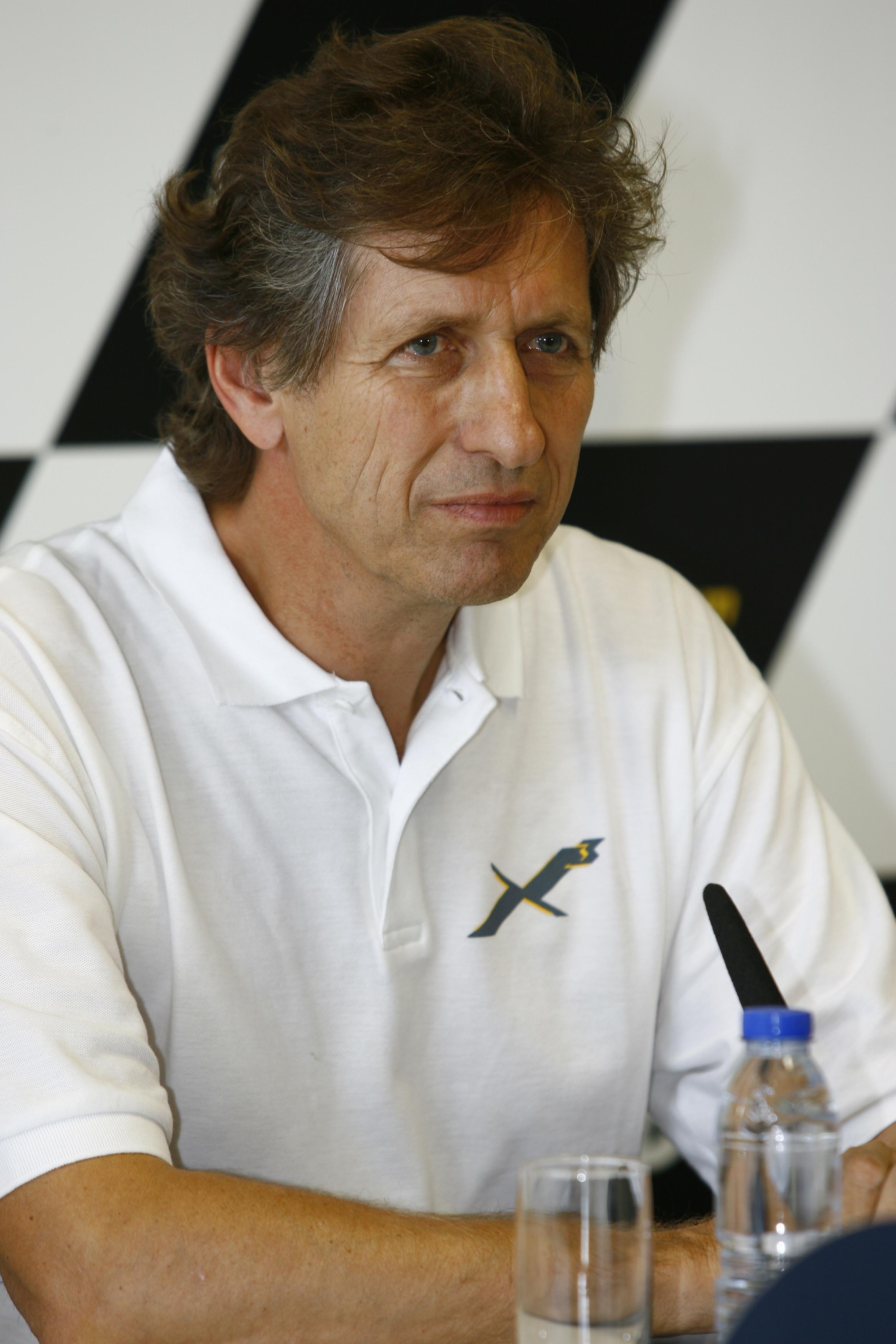
Mario Illien, cofondateur d'Ilmor

Ilmor est une entreprise fondée en novembre 1983, par le Suisse Mario Illien et le Britannique Paul Morgan, deux anciens ingénieurs de chez Cosworth. Ce sont les premières syllabes de leurs patronymes qui ont donné son nom à la société ainsi créée. À l'origine spécialisée dans la conception de moteurs dans le championnat CART, Ilmor s'est lancé en Formule 1 à partir 1991 avec l'écurie Leyton-House (redevenue March en 1992), puis Tyrrell en 1992. 
En 1993, Ilmor équipe l'écurie suisse Sauber, tandis que Mercedes-Benz (à l'origine du projet Sauber F1) rachète 10 % d'Ilmor. En 1994, le moteur Ilmor est d'ailleurs officiellement dénommé Mercedes-Benz sur le capot des Sauber. Parallèlement, Ilmor équipe également la modeste écurie Pacific Racing, avec des moteurs de l'année précédente.
À partir de 1995, Mercedes-Benz quitte Sauber pour s'associer avec McLaren. Logiquement, Mercedes-Benz continue de s'appuyer sur Ilmor pour la conception des moteurs. Ilmor remporte ainsi sa première victoire au Grand Prix d'Australie 1997, avant de permettre à Mika Häkkinen de remporter les titres 1998 et 1999, et à McLaren-Mercedes d'être champion constructeur en 1998. En 2002, un an après le décès accidentel de Paul Morgan, Mercedes-Benz prend le contrôle d'Ilmor à hauteur de 55 %, et renomme la société Mercedes-Ilmor. Puis, en 2005, Mercedes-Benz rachète totalement le département Formule 1 d'Ilmor, qui devient Mercedes-Benz High Performance Engines Ltd. Par contre, la partie Ilmor Engineering (impliquée notamment aux États-Unis dans la conception des moteurs Honda du championnat IndyCar Series) retrouve son indépendance, avec son fondateur Mario Illien à sa tête. 
Depuis 2012 Ilmor continue d'intervenir dans la fabrication de moteurs d'Indycar avec cette fois Chevrolet comme partenaire. 
En 2016, après une première tentative de collaboration l'année précédente, Ilmor doit apporter un appui technique à Renault en liaison avec l'écurie Red Bull pour le développement de son moteur de Formule 1. Cette collaboration est annoncée par Red Bull en même temps que le rebadging du moteur Renault sous l'appellation TAG Heuer pour l'écurie.

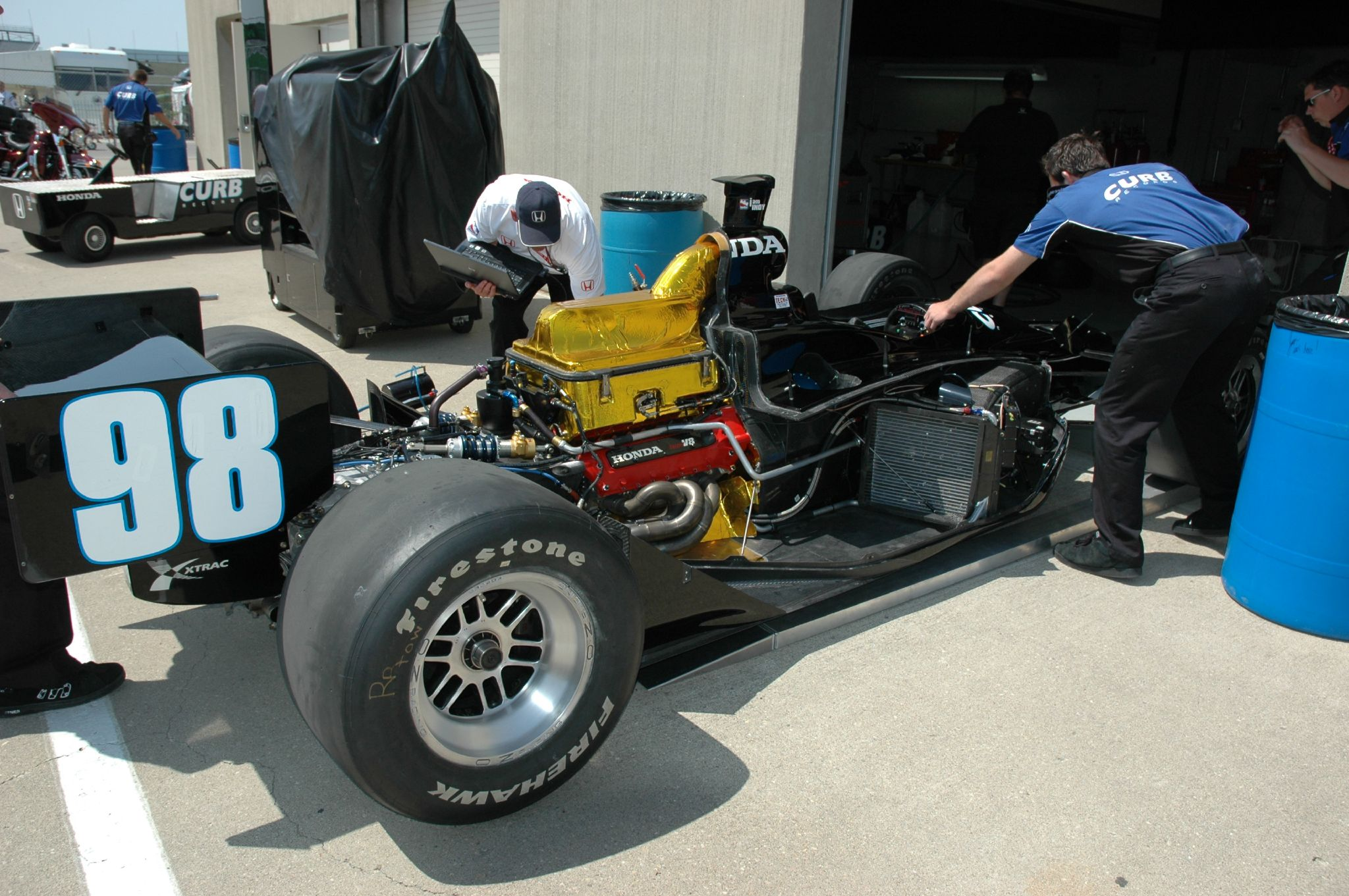
Le moteur Honda conçu par Ilmor pour le championnat IndyCar 2007

## Ilmor LH10
- Moteur engagé en 1991 et 1992.
- 10 cylindres en V.
- Cylindrée : 3 498,7 cm3 (1991), 3 493 cm3 (1992).
- Puissance : 680 ch (1991), 700 ch (1992).
- Régime moteur : 13 000 tr/min (1991), 13 300 tr/min (1992).

## Ilmor Type 2175 A
- Moteur engagé en 1993 et 1994.
- 10 cylindres en V à 72°.
- Cylindrée : 3 478,7 cm3.
- Régime moteur : 12 800 tr/min.
- Puissance : 696 ch.
- Poids : 126 kg.
- Longueur : 592,5 mm.
- Largeur : 519 mm.
- Hauteur : 555 mm.

## Ilmor Type 2175 B
- Moteur engagé en 1994.
- 10 cylindres en V à 72°.
- Cylindrée : 3 478,7 cm3.
- Régime moteur : 14 000 tr/min.
- Puissance : 765 ch.
- Poids : 123 kg.
- Longueur : 592,5 mm.
- Largeur : 496 mm.
- Hauteur: 545 mm.

## Écuries de F1 ayant couru avec un moteur conçu par Ilmor
- Leyton House : 1991-1992
- Tyrrell : 1992
- Sauber : 1993-1994 (sous le nom de Mercedes-Benz en 1994)
- Pacific : 1994
- McLaren : 1995-2005 (sous le nom de Mercedes-Benz)

## MotoGP

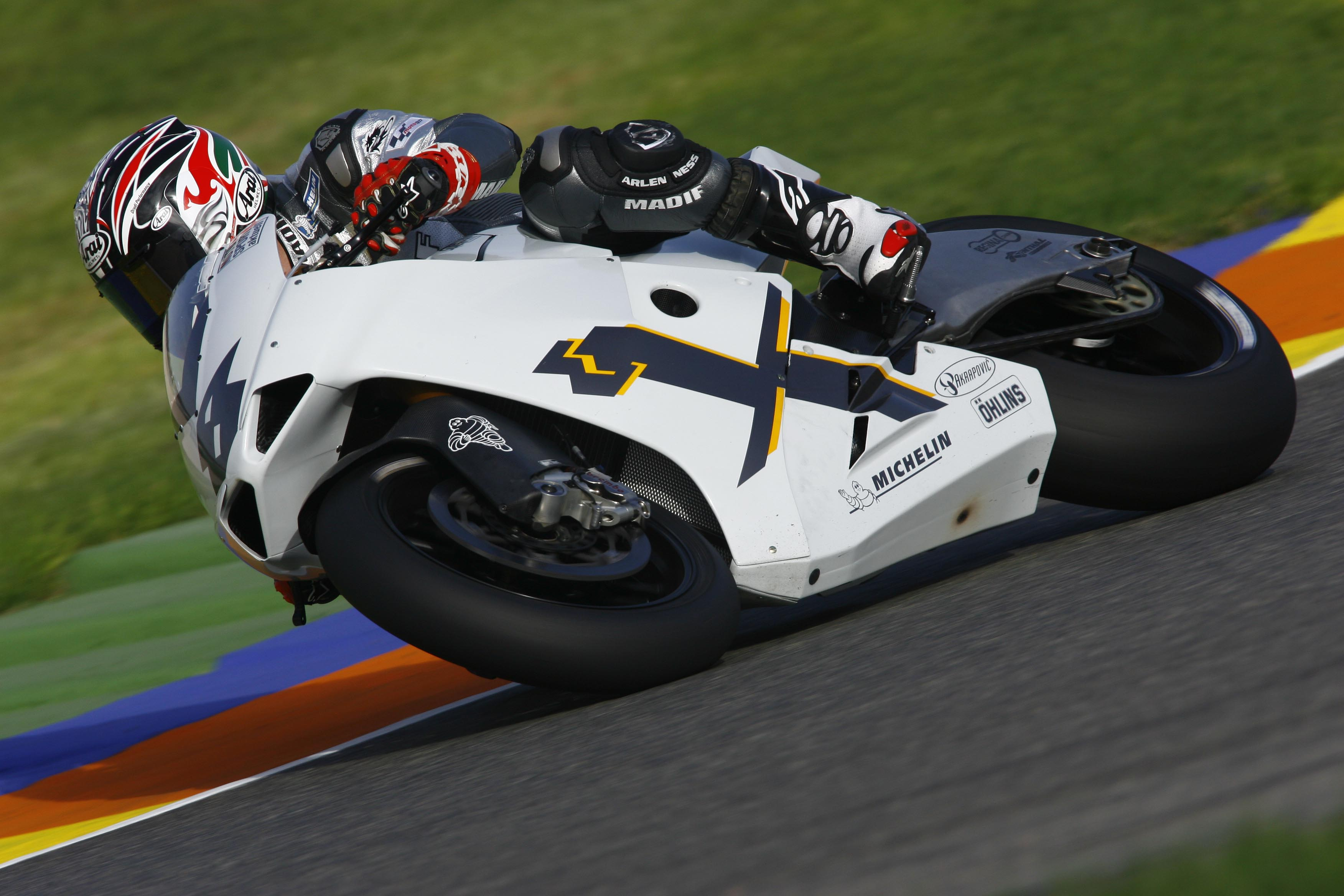
Mc Coy sur Ilmor X3 de MotoGP en 2006

Ilmor fait ses débuts en MotoGP dès 2006 à l'occasion des deux derniers Grands Prix de la saison, au Portugal et à Valence avec Garry McCoy, pilote Australien ayant déjà couru dans la discipline avec Kawasaki et Aprilia. Contrairement à ses rivales utilisant un moteur de 1 000 cm3, la X3 est équipée d'un V4 de 800 cm3, anticipant la nouvelle réglementation moteur prévue pour 2007. Malgré sa puissance moindre, McCoy finit 15e des deux courses et marque les premiers points du constructeur, terminant dernier à plusieurs tours des autres concurrents à chaque fois. 

Ilmor engage deux motos en 2007, confiées à Jeremy McWilliams et Andrew Pitt. Les motos se qualifient aux deux dernières place sur la grille de départ du premier Grand Prix au Qatar. McWilliams ne prend pas le départ et Pitt abandonne après quinze tours. A l'issue de la course, Illmor se retire définitivement du championnat à cause de difficultés financières. 